# Ze života hmyzu (opera)
Ze života hmyzu (v originále Zo života hmyzu) je poslední dokončená opera slovenského skladatele Jána Cikkera na vlastní libreto podle stejnojmenné hry bratří Karla a Josefa Čapků.

## Vznik a charakteristika opery
Cikker napsal svou poslední dokončenou operu Ze života hmyzu (pozdější Antigóna zůstala torzem) v letech 1984–1986.
K volbě tématu při příležitosti premiéry napsal: „Je to hluboký námět, ve kterém by se člověk měl učit chápat a odpouštět. Nejkrásnějším pocitem pro autora opery je, když může jednoduchými, ale hluboce lidskými a skromnými prostředky vyslovit, že člověk není ubožák, pokud sám umí podat pomocnou ruku. Stojím v hluboké pokoře před zázraky lidského srdce, lidské radosti, lidské sounáležitosti. V této mé opeře jde právě o to. V podstatě je oslavou lidské dobroty a opovrhováním nelidskostí. Jako skladatel jsem se možná měnil, jako člověk jsem zůstal takový, jako při svých skladatelských i operních začátcích. Jestliže ve smyslu těchto mých myšlenek nová opera zarezonuje a zasáhne posluchače, budu spokojen.“
Autor při přepracování textu hry na libreto zasahoval do textu jen minimálně, mírně krátil a škrtnul některé epizodní postavy ve třetím dějství (Posel, Generální ubytovatel, Novinář, Dobroděj). Ostatní postavy ze hry zůstávají, přičemž sbor vystupuje v úloze mravenců ve třetím dějství a jepic v epilogu Ještě více než ve hře samotné je v opeře autorským alter ego postava Tuláka, který utíká do přírody zklamán lidskou společností a v chování hmyzu vidí podobenství lidských nectností, zejména různých podob sobectví. Tulákovi patří také nejlyričtější pasáže opery, která má jinak konverzační a hudebně ryze deklamační podobu. Cikker se s ním výslovně ztotožňuje: „I v textu i v mojí hudbě jsem na straně tohoto Tuláka, dobráka, trochu slabocha, ale v jádru nesmírně čistého člověka. A takového ho přivádějí na scénu autoři hry – a ve službě jejich velké myšlence i já ve své opeře.“ Miloslav Blahynka vidí v Tulákovi „obraz apolitického hrdiny povzneseného nad všechnu hamižnost a kořistnictví všedního života“ a v tomto smyslu v něm vidí paralelu s hrabětem Pongráczem z předchozí Cikkerovy opery Obléhání Bystrice; jeho pohled na věčný koloběh života a závěrečný monolog zase připomenou Lesníka z Janáčkovy opery Příhody lišky Bystroušky.
Opera byla poprvé provedena 21. února 1987 ve Slovenském národním divadle. Dirigoval Viktor Málek, režii měl Branislav Kriška. Další inscenace dosud nejsou.

## Osoby a první obsazení
| osoba                    | hlasový obor  | světová premiéra (21./23.2.1987)              |
| ------------------------ | ------------- | --------------------------------------------- |
| Tulák                    | baryton       | Juraj Hrubant / Ján Galla                     |
| Pedant / Lumek           | tenor         | Pavol Gábor / Ivan Ožvát                      |
| Iris                     | soprán        | Marta Nitranová / Sidónia Gajdošová-Haljaková |
| Clythia                  | mezzosoprán   | Jitka Zerhauová / Jitka Saparová              |
| Félix                    | tenor         | Miroslav Dvorský / Peter Oswald               |
| Viktor / Chrobák         | bas           | Rastislav Uhlár / Jozef Špaček                |
| Otakar                   | baryton       | Róbert Szücs / Štefan Hudec                   |
| Kukla                    | soprán        | Ľudmila Braunová / Eva Antoličová             |
| Chrobáková               | alt           | Alena Michalidesová / Oľga Hanáková           |
| Jiný chrobák / Vojevůdce | tenor         | Ľudovít Ludha / Arnold Judt                   |
| Larvička                 | dětský soprán | Jaroslava Horniaková / Jana Pavlátková        |
| Cvrček                   | tenor         | Miroslav Dvorský / Jozef Ábel                 |
| Cvrčková                 | mezzosoprán   | Anna Kľuková / Anna Czaková                   |
| Parazit / Vynálezce      | baryton / bas | Boris Šimanovský / Stanislav Beňačka          |
| Prvý inženýr             | tenor         | Gustáv Papp / Jozef Ábel / František Livora   |
| Druhý inženýr            | tenor         | Milan Kopačka / Pavol Gábor                   |
| Slepý mravenec           | baryton       | Juraj Martvoň / Juraj Oniščenko               |
| Posel                    | mluvená úloha | Juraj Völgyi                                  |
| Hlas telegrafisty        | mluvená úloha | Bohumil Grančič                               |
| Dřevorubec               | baryton       | Juraj Martvoň / Stanislav Beňačka             |
| Tetka                    | alt           | Oľga Hanáková / Alžbeta Beňačková             |
| Mravenci, jepice (sbor)  |               |                                               |
| Dirigent:                | Dirigent:     | Viktor Málek                                  |
| Režie:                   | Režie:        | Branislav Kriška                              |
| Scéna:                   | Scéna:        | Ladislav Vychodil                             |
| Kostýmy:                 | Kostýmy:      | Helena Bezáková                               |

## Děj opery
Děj opery – včetně členění na prolog, tři dějství a epilog – sleduje s jen drobnými změnami děj hry bratří Čapků (viz).

## Instrumentace
Tři flétny, tři hoboje, čtyři klarinety, tři fagoty; čtyři lesní rohy, tři trubky, tři pozouny, tuba; tympány, bicí souprava; dvě harfy; celesta; xylofon; zvony; smyčcové nástroje (housle, violy, violoncella, kontrabasy).